# Nationalratswahlkreis Luzern-Nordost
Der Nationalratswahlkreis Luzern-Nordost war ein Wahlkreis bei Wahlen in den Schweizer Nationalrat. Er bestand von 1872 bis 1919 (Einführung des heute üblichen Proporzwahlrechts) und umfasste den nordöstlichen Teil des Kantons Luzern.

## Wahlverfahren
Hierbei handelte es sich um einen Pluralwahlkreis. Dies bedeutet, dass zwar mehrere Sitze zu verteilen waren, jedoch das Majorzwahlrecht zur Anwendung gelangte. Im Sinne der romanischen Mehrheitswahl benötigte ein Kandidat die absolute Mehrheit der Stimmen, um gewählt zu werden. Zur Verteilung aller Sitze waren unter Umständen mehrere Wahlgänge notwendig. Jeder Wähler hatte so viele Stimmen, wie Sitze zu vergeben waren.

## Bezeichnung und Sitzzahl

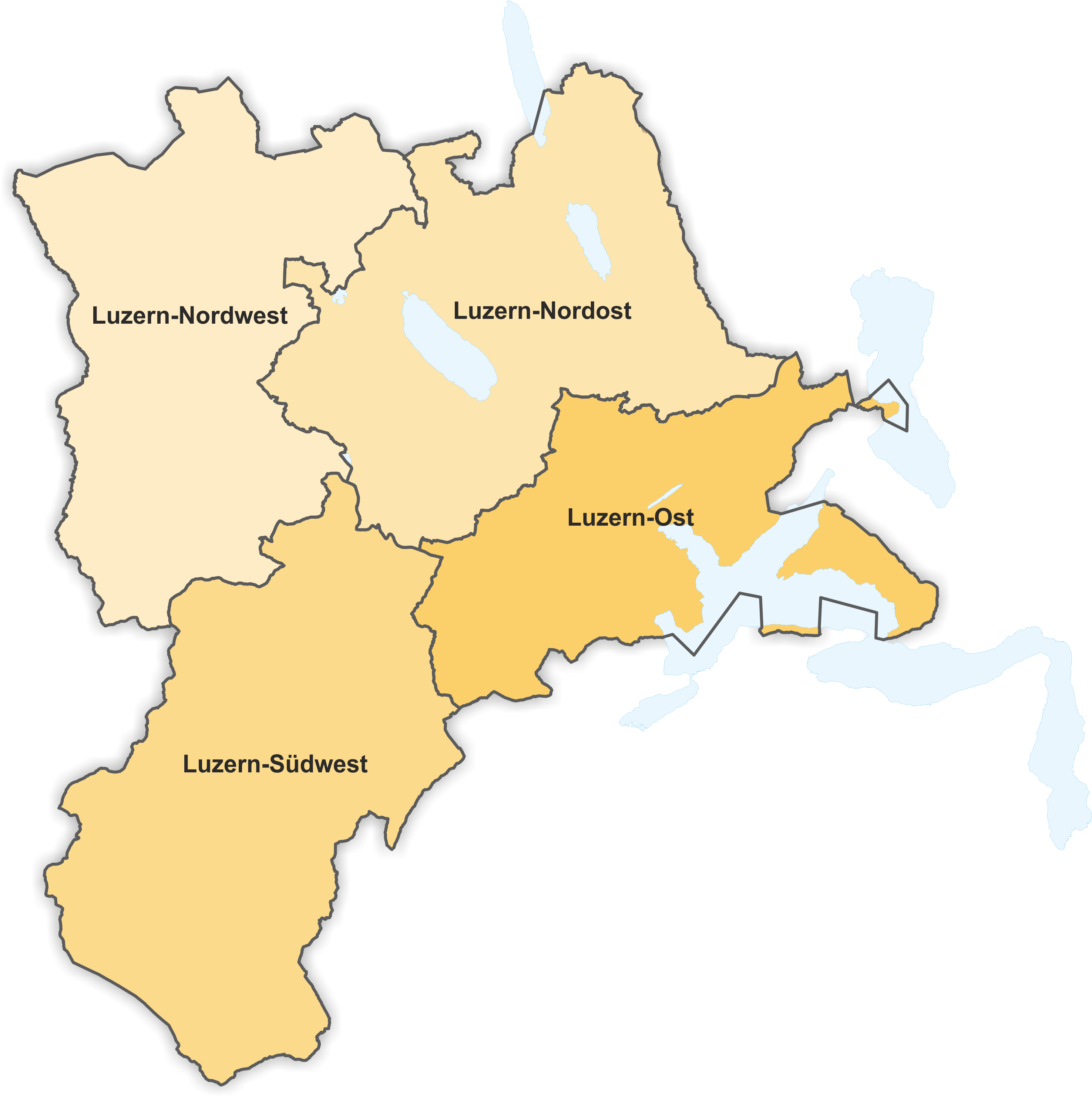
Wahlkreise Kanton Luzern 1872–1890

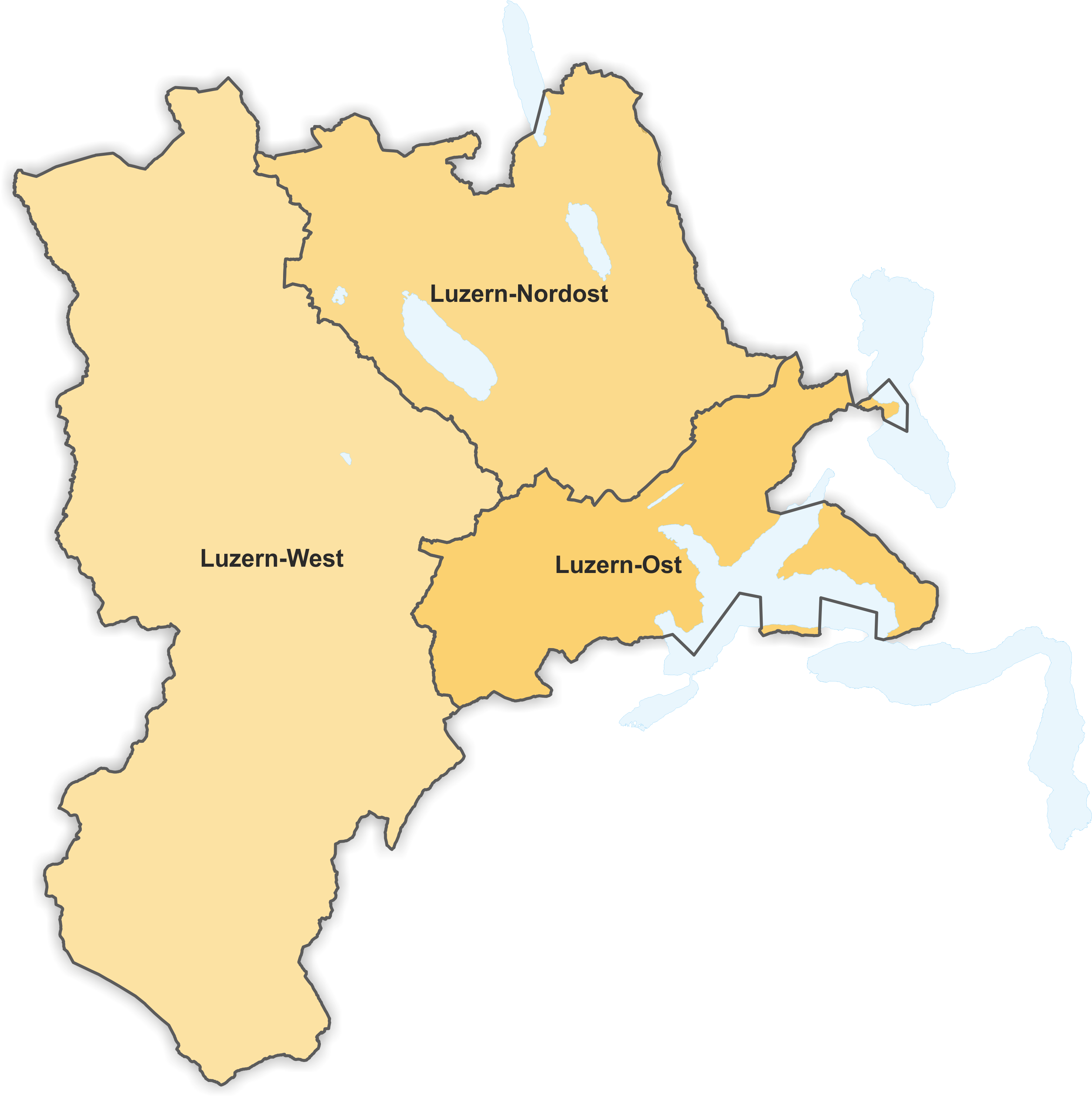
Wahlkreise Kanton Luzern 1890–1902

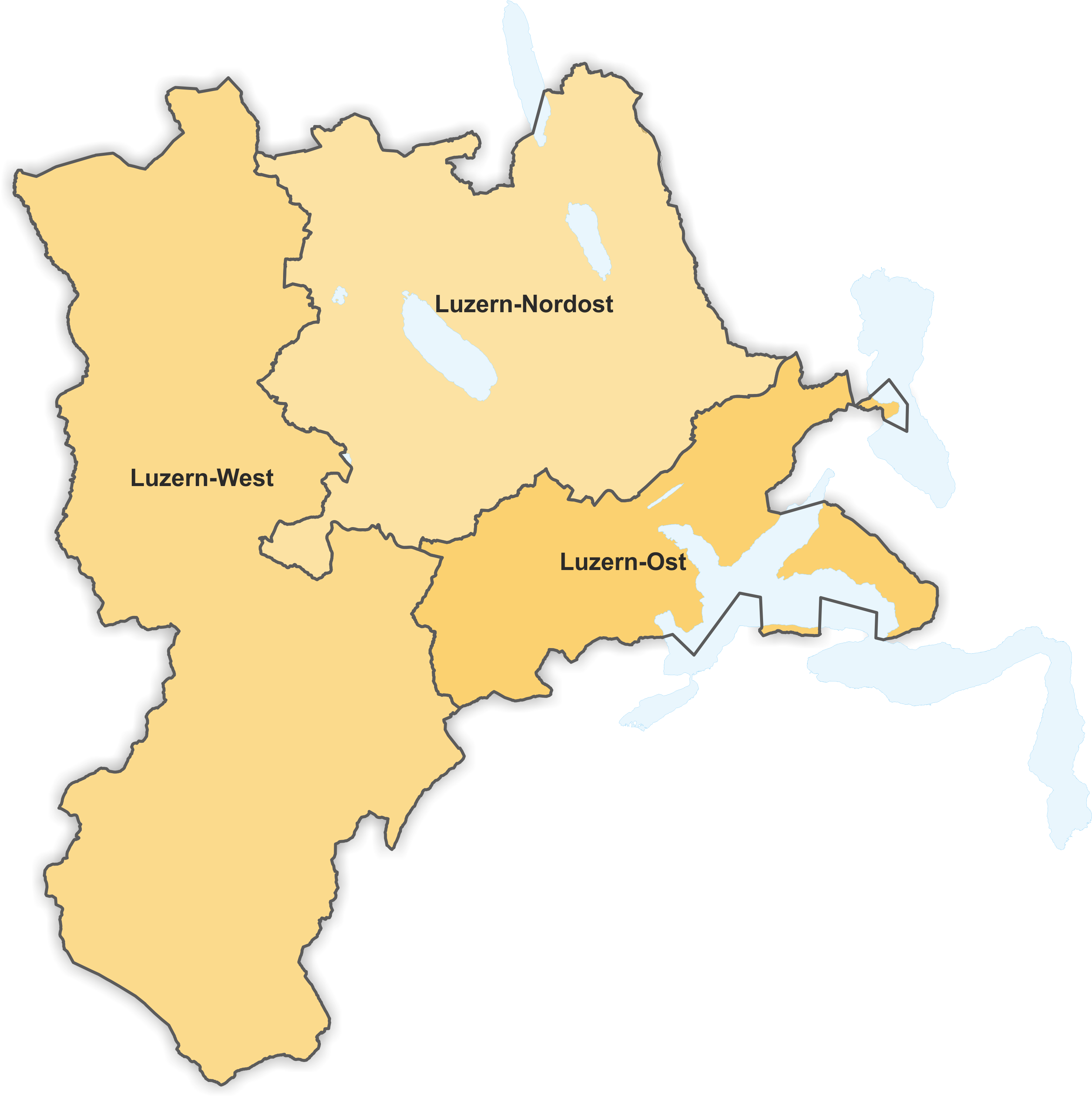
Wahlkreise Kanton Luzern 1902–1919

Luzern-Nordost ist eine inoffizielle geographische Bezeichnung. Im amtlichen Gebrauch üblich war eine über die gesamte Schweiz angewendete fortlaufende Nummerierung, geordnet nach der Reihenfolge der Kantone in der schweizerischen Bundesverfassung. Aufgrund der wechselnden Anzahl im Laufe der Jahre erhielten manche Wahlkreise mehrmals eine neue Nummer. Luzern-Nordost trug ab 1872 die Nummer 14, ab 1890 die Nummer 13, ab 1902 die Nummer 14 und ab 1911 die Nummer 15.
Luzern-Nordost standen zunächst 2 Sitze zur Verfügung, ab 1911 waren es 3 Sitze.

## Ausdehnung
Das Gebiet des Wahlkreises wurde gemäss dem «Bundesgesetz betreffend die eidgenössischen Wahlen und Abstimmungen» vom 19. Juli 1872 festgelegt. Er umfasste:
- das Amt Hochdorf ohne die Gemeinden Emmen und Rothenburg
- das Amt Sursee ohne die Gemeinden Büron, Knutwil, Kulmerau, Schlierbach, Triengen, Werthenstein, Wilihof, Winikon und Wolhusen

Mit dem «Bundesgesetz betreffend die Wahlen in den Nationalrath» vom 20. Juni 1890 erfolgte eine Gebietsveränderung, als die Wahlkreise Luzern-Nordost und Luzern-West einige Gemeinden im Amt Sursee untereinander austauschten und der Wahlkreis Luzern-Ost die Gemeinden Emmen und Rothenburg an Luzern-Nordost abtrat. Der Wahlkreis Luzern-Nordost umfasste neu:
- das Amt Hochdorf
- das Amt Sursee ohne den Gerichtskreis Ruswil (entspricht den Gemeinden Buttisholz, Grosswangen, Ruswil und Wolhusen)

Eine letzte Veränderung gab es mit dem «Bundesgesetz betreffend die Nationalratswahlkreise» vom 4. Juni 1902, als der Wahlkreis Luzern-West das Gebiet des Gerichtskreises Ruswil an Luzern-Nordost abtrat. Zuletzt umfasste der Wahlkreis Luzern-Nordost:
- das Amt Hochdorf
- das Amt Sursee

1919 wurden die drei Luzerner Wahlkreise zum heute noch bestehenden Nationalratswahlkreis Luzern zusammengelegt, in welchem das Proporzwahlrecht gilt.

## Nationalräte
- G = Gesamterneuerungswahl
- E = Ersatzwahl bei Vakanzen
- B = Ergänzungswahl für einen Bundesrat

| Datum      | Wahl | Gewählte | Gewählte                                              | Partei |
| ---------- | ---- | -------- | ----------------------------------------------------- | ------ |
| 27.10.1872 | G    |          | Franz Xaver Beck, Philipp Anton von Segesser          | KK     |
|            |      |          |                                                       |        |
| 31.10.1875 | G    |          | Franz Xaver Beck, Philipp Anton von Segesser          | KK     |
|            |      |          |                                                       |        |
| 27.10.1878 | G    |          | Franz Xaver Beck, Philipp Anton von Segesser          | KK     |
|            |      |          |                                                       |        |
| 30.10.1881 | G    |          | Franz Xaver Beck, Philipp Anton von Segesser          | KK     |
|            |      |          |                                                       |        |
| 26.10.1884 | G    |          | Franz Xaver Beck, Philipp Anton von Segesser          | KK     |
|            |      |          |                                                       |        |
| 30.10.1887 | G    |          | Franz Xaver Beck, Philipp Anton von Segesser          | KK     |
|            |      |          |                                                       |        |
| 23.09.1888 | E    |          | Josef Anton Schobinger                                | KK     |
|            |      |          |                                                       |        |
| 26.10.1890 | G    |          | Franz Xaver Beck, Josef Anton Schobinger              | KK     |
|            |      |          |                                                       |        |
| 29.10.1893 | G    |          | Franz Xaver Beck, Josef Anton Schobinger              | KK     |
|            |      |          |                                                       |        |
| 07.10.1894 | E    |          | Dominik Fellmann                                      | KK     |
|            |      |          |                                                       |        |
| 25.10.1896 | G    |          | Dominik Fellmann, Josef Anton Schobinger              | KK     |
|            |      |          |                                                       |        |
| 29.10.1899 | G    |          | Dominik Fellmann, Josef Anton Schobinger              | KK     |
|            |      |          |                                                       |        |
| 26.10.1902 | G    |          | Dominik Fellmann, Josef Anton Schobinger              | KK     |
|            |      |          |                                                       |        |
| 29.10.1905 | G    |          | Dominik Fellmann, Josef Anton Schobinger              | KK     |
|            |      |          |                                                       |        |
| 23.09.1888 | B    |          | Heinrich Walther                                      | KK     |
|            |      |          |                                                       |        |
| 25.10.1908 | G    |          | Dominik Fellmann, Heinrich Walther                    | KK     |
|            |      |          |                                                       |        |
| 29.10.1911 | G    |          | Dominik Fellmann, Franz Moser-Schär, Heinrich Walther | KK     |
|            |      |          |                                                       |        |
| 25.10.1914 | G    |          | Dominik Fellmann, Franz Moser-Schär, Heinrich Walther | KVP    |
|            |      |          |                                                       |        |
| 28.10.1917 | G    |          | Dominik Fellmann, Franz Moser-Schär, Heinrich Walther | KVP    |

## Quelle
- Erich Gruner: Die Wahlen in den Schweizerischen Nationalrat 1848–1919. Band 3. Francke Verlag, Bern 1978, ISBN 3-7720-1445-3.